# خاندان وراز
خاندان وَراز (براز) یکی از هفت خاندان ممتاز در دوره شاهنشاهی اشکانی و ساسانی بود. این خاندان در آذربایجان و ارمنستان نشیمن داشت. بزرگانِ به‌شمارآمده در اواخر پارتیان و اوایل ساسانیان، برترین ردهٔ اشراف از خاندان‌های وراز، سورِن و کارنِ و فرمانروایان اَندیگان بوده‌اند که نام‌شان در شمار درباریان اردشیر یکم و شاپور یکم در سنگ‌نوشتهٔ کعبهٔ زرتشت آمده‌است. این خاندان ها در دربار اردشیر یکم دارای جایگاه ویژه‌ای بودند و این خاندان‌ها از نمایندگان خاندان‌های اشرافِ پارس جدا بودند. اما با این حال، سرزمین‌ها و قلمروهای گستردهٔ خاندان‌های سورن، کارن و وراز نیز بایست به‌عنوان دولت‌های نیمه‌مستقل بخشی از حکومت ساسانی شده باشند.